# ريتشرت
ريتشرت Ričet ( (بالألمانية: Ritschert)‏ (عصيدة الشعير مسلوقة بالفاصوليا) هو طبق تقليدي سلوفيني وكرواتي ونمساوي وبافاري . وهو حساء سميك. يحتوي على الشعير والفاصوليا والبطاطس والجزر والبقدونس والكرفس والكراث والطماطم والبصل والثوم. عادة ما يكون هناك كمية كبيرة من لحم الخنزير المجفف فيه. إنه في الاساس منه هو طبق نشوي، يشبه طبق الريزوتو الايطالي. بإضافة المزيد من الماء يمكن تحويله بسهولة إلى طبق شوربة ثقيلة.

## التسمية
كلمة ričet هي منتشرة في وسط سلوفينيا، بما في ذلك العاصمة ليوبليانا، وهو مشتق من ritschet الألمانية في ستيريا النمساوية أو ritschert . يقترح علماء أصل الكلمة أن ričet هو اشتقاق من تعبيرين ألمانيين : rutschen، "الانزلاق، الانزلاق"، و rutschig، "زلق". في الواقع، ričet طبق دهني إلى حد ما. 

## انظر ايضا
- مطبخ كرواتي